# ヒメマルのゲームてんこもり!
『ヒメマルのゲームてんこもりっ!』は、姫野かげまるによる日本の漫画作品。『ファミ通キューブ＋アドバンス』（エンターブレイン）にて2005年1月号から2006年6月号まで連載された。全18話。

## 概要
連載開始の前号である2004年12月号には、『ひちゃこのゲーム体験記』の最後のページに「次号からは姫野かげまる先生の新しいマンガが始まるよ！」と予告が書いてあり、予告通り本作の連載が開始した。連載は2006年6月号まで続いた。前任漫画である『ひちゃこのゲーム体験記』が単行本化されたのに対し、本作は単行本化はされなかった。

## 内容
作者である姫野かげまるがゲームをプレイしてその感想を描く体験記漫画。ギャグ要素が強い漫画で、面白おかしい内容となっている。漫画の描かれ方は毎回様々だが基本的に、作者の自画像キャラクターの「ヒメマル」がゲームをプレイしている様子に加え、ゲームの世界に入ってゲームのキャラクターと共にゲームの世界を体験している様子が描かれている。また、ゲームをプレイする代わりにポケモン関連の施設に訪問したり、ポケモンの映画を観てその感想を描いた回もある。

### 解説
漫画は、全て任天堂製、任天堂発のものをテーマにして描かれている。テーマになっているゲームは、当時の最新のゲームや話題のゲームばかりで、ニンテンドー ゲームキューブソフトとニンテンドーDSソフトとゲームボーイアドバンスソフトである。また、漫画のテーマとなるゲームは基本的には毎号違うゲームになっているが、『おいでよ どうぶつの森』のみ5号連続でテーマにされた。

### 最終回
最終回の前号である2006年5月号には最終回の予告などは特に載っておらず、漫画の最後のページには「次回もまたまた『おいでよ どうぶつの森』なのだっ！」と次回予告が書かれていただけだった。そして翌号の6月号の漫画内で初めて最終回であることが明かされた。最終回の最後の方で「……そんなこんなで　突然ではありますが……」というメッセージがいきなり出てきて、その次のコマでヒメマルが最終回であることを告白。漫画の最後でヒメマルは読者に感謝し、「ではでは　またどこかでお会いできる日を夢見て!!」と別れの挨拶をしている。

### 連載終了後
連載誌である『ファミ通DS＋キューブ&アドバンス』には作者を慰労する投稿などが寄せられた。ちなみに本作の後継となる漫画は連載されていない。

## 漫画の構成
漫画はカラーで4ページ。最初のページの上半分に扉絵が描かれており、扉絵内にタイトルと作者名が載っている。漫画のタイトルは『ヒメマルのゲームてんこもりっ!』の後に『〇〇』編（〇〇にはテーマとなっているゲーム等の名前が入る）という副題が付けられている。漫画は扉絵の左下のコマから始まる。連載誌は左開きの雑誌のため漫画は左から順に読んでいく構成になっており、ふきだし内のセリフは基本的に横書きになっている（あえて縦書きされているものも時々ある）。漫画が掲載されているページの端部分には、漫画に関するコメントや作者への便りの宛先がオレンジ色の文字で縦一行で書かれている（書かれていないページもある）。漫画の最後のページの端部分には次回予告が書いてあることもあり、翌号の漫画はその予告通りの内容になっている。

## 登場人物
ヒメマル
主人公で、漫画内での作者本人。本名は姫野かげまるで、愛称がヒメマル。黒いロングヘアーに黄色いメッシュという非常に特徴的な髪型をしている。目の虹彩は黄色（たまに別の色で描かれることもある）。服装はシマシマ模様のものを着ていることが多く、毎回結構おしゃれな格好をしている。ゲームキャラクターのコスプレをすることもある。「ゲーム業界のナゾを探るスパイ」（時給350円のバイト）として活躍したこともある。時々「よろしくプリーズ プリーズ」などと英語を混ぜたり、語尾に「なり～」を付けたりするなど、言葉遣いが少々変わっている。ゲームの操作は特に下手という訳ではないが、説明書をよく読んでいなかったためにミスすることなどが多い。また、作者はキャラの指に顔を描くのが好きらしく、たまにヒメマルの指に顔が描かれていることがある。一人称は「私」「アタシ」「ワタクシ」「アタクシ」「ヒメマル」など。「ヒメマルのいえ」と書かれた犬小屋のような家に住んでおり、近所の人からゲームをプレゼントされたり、読者からファンレターをもらったりしたこともある。『おいでよ どうぶつの森』前後編では村の住人「ハムカツ」に恋をした。ちなみに友達が少ない。
登場人物は基本的にヒメマルのみで、あとはゲームキャラクター。時々、漫画を面白くするために作者オリジナルのゲストキャラが登場する回もある。また、ヒメマルの想像などで著名人が描かれることもあった。

## 掲載話
- 第1話『マリオテニスGC』編（2005年1月号のP140～143に掲載）
- 第2話『マリオパーティ6』編（2005年2月号のP84～87に掲載）
- 第3話『ニンテンドーDS』編（2005年3月号のP72～75に掲載）
- 第4話『ニンテンドーDS』編その2（2005年4月号のP72～75に掲載）
- 第5話『タッチ!カービィ』編（2005年5月号のP92～95に掲載）
- 第6話『ポケパーク』編（2005年6月号のP84～87に掲載）
- 第7話『nintendogs』編（2005年7月号のP84～87に掲載）
- 第8話『ポケモンセンターヨコハマ』編（2005年8月号のP92～95に掲載）
- 第9話『劇場版ポケットモンスター アドバンスジェネレーション ミュウと波導の勇者 ルカリオ』編（2005年9月号のP112～115に掲載）
- 第10話『ポケモンXD 闇の旋風ダーク・ルギア』編（2005年10月号のP84～87に掲載）
- 第11話『マリオテニスアドバンス』編（2005年11月号のP92～95に掲載）
- 第12話『スーパープリンセスピーチ』編（2005年12月号のP102～105に掲載）
- 第13話『マリオパーティ7』編（2006年1月号のP92～95に掲載）
- 第14話『おいでよ どうぶつの森』前編（2006年2月号のP40～43に掲載）
- 第15話『おいでよ どうぶつの森』後編（2006年3月号のP36～39に掲載）
- 第16話『おいでよ どうぶつの森』つり大会編（2006年4月号のP38～41に掲載）
- 第17話『おいでよ どうぶつの森』クイーンのかんむり編（2006年5月号のP42～45に掲載）
- 第18話『おいでよ どうぶつの森』金の村!?編（2006年6月号のP52～55に掲載）

## 作画
『ひちゃこのゲーム体験記』（アナログ作画）の続編とも言える漫画でありながら作画は対照的で、全話デジタル作画となっている。

## 備考
- 初回の2005年1月号では作者は「マンガ家兼ヘッポコゲーマー」と紹介されている。
- 作者は作中で誕生日（7月24日）や好きな食べ物（サツマイモ、白い食べ物）を明かしたり、福山雅治にラブを叫んだりしている。
- 本誌に付いているアンケートハガキでは本作のタイトルは全て副題を省いて『ヒメマルのゲームてんこもりっ!』とだけ記述されている。また、本誌の目次では2005年9月号から副題を省いて記述されるようになった。
- 本作の連載が開始してからは本誌の読者イラスト投稿コーナーに主人公ヒメマルを描いたイラストが投稿されるようになった。時にはヒメマルのイラストのみを掲載する「ヒメマルファン倶楽部」という掲載枠が設けられた。